# Люсі Отерма
Лю́сі Оте́рма — (фін. Liisi Oterma; нар. 6 січня 1915 — пом. 4 квітня 2001) — фінська астрономка. Перша жінка, що отримала в Фінляндії докторський ступінь з астрономії. Професор астрономії з 1965 року.
Виявила 4 комети: 38P/Комета Стефана - Отерма, 39P/Отерма, C/1942C2 (Отерма) і 139P/Väisälä-Oterma, а також цілий ряд астероїдів. На знак визнання її заслуг астероїд 1529 Отерма був названий на її честь. Працювала в обсерваторіях: Обсерваторія Туорла, Обсерваторія Турку та Обсерваторія Кевола.
Люсі Отерма була поліглоткою, знала 11 мов, у тому числі есперанто. На пенсії з 1978 року.

## Відкриті астероїди
| 1504 Lappeenranta   | Березень 23, 1939 |
| 1507 Vaasa          | Вересень 12, 1939 |
| 1522 Kokkola        | Листопад 18, 1938 |
| 1540 Kevola         | Листопад 16, 1938 |
| 1544 Vinterhansenia | Жовтень 15, 1941  |
| 1545 Thernöe        | Жовтень 15, 1941  |
| 1558 Järnefelt      | Січень 20, 1942   |
| 1559 Kustaanheimo   | Січень 20, 1942   |
| 1679 Nevanlinna     | Березень 18, 1941 |
| 1680 Per Brahe      | Лютий 12, 1942    |
| 1695 Walbeck        | Жовтень 15, 1941  |
| 1705 Tapio          | Вересень 26, 1941 |
| 1758 Naantali       | Лютий 18, 1942    |
| 1882 Rauma          | Жовтень 15, 1941  |
| 2064 Thomsen        | Вересень 8, 1942  |
| 2107 Ilmari         | Листопад 12, 1941 |
| 2159 Kukkamäki      | Жовтень 16, 1941  |
| 2195 Tengström      | Вересень 27, 1941 |
| 2268 Szmytowna      | Листопад 6, 1942  |
| 2291 Kevo           | Березень 19, 1941 |
| 2332 Kalm           | Квітень 4, 1940   |
| 2501 Lohja          | Квітень 14, 1942  |
| 2640 Hällström      | Березень 18, 1941 |
| 2717 Tellervo       | Листопад 29, 1940 |
| 2774 Tenojoki       | Жовтень 3, 1942   |
| 2803 Vilho          | Листопад 29, 1940 |
| 2804 Yrjö           | Квітень 19, 1941  |
| 2805 Kalle          | Жовтень 15, 1941  |
| 2827 Vellamo        | Лютий 11, 1942    |
| 2828 Iku-Turso      | Лютий 18, 1942    |
| 2840 Kallavesi      | Жовтень 15, 1941  |
| 2841 Puijo          | Лютий 26, 1943    |
| 2846 Ylppö          | Лютий 12, 1942    |
| 2857 NOT            | Лютий 17, 1942    |
| 2912 Lapalma        | Лютий 18, 1942    |
| 2946 Muchachos      | Жовтень 15, 1941  |
| 2988 Korhonen       | Березень 1, 1943  |
| 3132 Landgraf       | Листопад 29, 1940 |
| 3381 Mikkola        | Жовтень 15, 1941  |
| 3497 Innanen        | Квітень 19, 1941  |
| 3597 Kakkuri        | Жовтень 15, 1941  |
| 3811 Karma          | Жовтень 13, 1953  |
| 3892 Dezsö          | Квітень 19, 1941  |
| 4133 Heureka        | Лютий 17, 1942    |
| 4163 Saaremaa       | Квітень 19, 1941  |
| 4227 Kaali          | Лютий 17, 1942    |
| (5216) 1941 HA      | Квітень 16, 1941  |
| (5534) 1941 UN      | Жовтень 15, 1941  |
| (5611) 1943 DL      | Лютий 26, 1943    |
| (5985) 1942 RJ      | Вересень 7, 1942  |
| 6886 Grote          | Лютий 11, 1942    |
| (7267) 1943 DF      | Лютий 23, 1943    |
| (11780) 1942 TB     | Жовтень 3, 1942   |
| (15198) 1940 GJ     | Квітень 5, 1940   |